# Lac Windy
Pour les articles homonymes, voir Windy.
Le lac Windy (en anglais : Windy Lake) est un lac américain dans le comté de Madera, en Californie. Il est situé à 2 593 mètres d'altitude au sein de la Yosemite Wilderness, dans le parc national de Yosemite.